# Theriognathus
Theriognathus (лат.) (от др.-греч. θηρεύω «охотиться» и γνάθος «челюсти») — вымерший род позднепермских тероцефалов из семейства вайтсиид, распространённых в Южной Африке, Танзания. Род известен также под названиями Aneugomphius, Whaitsia, Notosollasia и др. В реальности все эти тероцефалы оказались представителями не только одного рода, но, вероятно, и одного вида — Theriognathus ictidoceps (или T. microps). 

## Описание
Хотя Theriognathus означает челюсть млекопитающего, нижняя челюсть фактически составлена из нескольких костей, как у современных рептилий и в отличие от млекопитающих. Theriognathus имеет и рептильные признаки, и признаки млекопитающих. Например, как у млекопитающих, у Theriognathus хорошо развиты резцы, присутствуют 2 пары верхних клыков (вторая пара может быть замещающей). Верхние резцы нависают над нижними, направлены вниз и назад, а заклыковые зубы обычно отсутствуют. Твердого вторичного нёба нет, но мягкое нёбо могло продолжаться далеко назад, помогая дышать во время еды. Предполагается, что вместо задних зубов могли быть роговые пластины, покрывавшие дёсны.
Длина черепа от 8 до 31 см, общая длина до 2 метров. Theriognathus, подобная млекопитающему рептилия, вероятно, имел облик приземистого хищного млекопитающего с узкой мордой. Череп вытянутый. Скелет массивный.
Из-за строения зубов считается всеядным животным, но известна находка черепа (отнесённого к роду Notosollasia) с застрявшим между челюстей повреждённым черепом мелкого дицинодонта. Это позволяет предположить, что Theriognathus были хищниками, которые при атаке хватали жертву за голову (так делает в наше время ягуар). Возможно, мелкая добыча проглатывалась целиком. Известен из позднепермских отложений (зоны Cistecephalus — Dicynodon) Южной Африки.

## Распространение
Остатки были найдены преимущественно в Кару, а также в Танзании, Замбии и в России (Владимирская область).

## История открытия
Theriognathus был сначала описан в 1876 году сэром Ричардом Оуэном, который использовал экземпляры, обнаруженные и пожертвованные А. Г. Бэйном из Южной Африки. Экземпляры (состоящие из тероцефалов, включая Theriognathus) были описаны и иллюстрированы в «Catalogue of the Fossil Reptiles of South Africa in the Collections of the British Museum», Оуэном. В то время Theriognathus считали дицинодонтом.
В 1950 году фон Хюне описал два черепа Theriognathus (вайтсииды Notosollasia и Notaelurops, теперь синонимичный с Theriognathus), пришедших из  Танзании.
В 1980 году большинство вайтсиид родов было объединено с Theriognathus, создав две разновидности. Theriognathus major был новым именем разновидностей, которое включало Whaitsia major, а Theriognathus laticeps был новыми разновидностями, которые включали Notosollasia laticeps.
Whaitsia, Alopecopsis, Notosallasia, Hyenosaurus, Moshorhynchus, Notaelurops и Aneugomphius стали синонимичными с Theriognathus. Эти рода были связаны из-за отсутствия заклыковых зубов.